# 高梨晃一
高梨晃一（たかなしこういち、1936年 - ）は、日本の建築構造学者。東京大学名誉教授。日本建築学会名誉会員。日本鋼構造協会会長、建築研究振興協会技術顧問、千葉県耐震判定協議会委員など要職歴任多数。東京大学、千葉大学在職中一貫して鋼構造に対する弾塑性学や耐震設計法に関し先見性に富む独創的研究を行うとともにこれらの研究を通じ数多くの研究者を育成した。東京生まれ。
1960年に東京大学工学部建築学科を卒業後、同大学数物系大学院修士課程に進学し1962年修了。引き続き博士課程に進むが中退して1963年東京大学生産技術研究所助手に採用され、1966年東京大学生産技術研究所講師。1967年工学博士。1969年東京大学生産技術研究所助教授を経て、1980年に教授に就任。建築構造学部門を担当した。1996 年には千葉大学工学部教授に配置換えとなり、学部ならびに大学院の教育に従事した｡この間、東京大学名誉教授の称号を授与（1996年）されている。2002 年に千葉大学退職後は、工学院大学特別専任教授として引き続き教育に携わった。
著書に『基礎からの鉄骨構造』（森北出版株式会社）『建築骨組の力学』『最新鉄骨構造』など。耐震改修促進法のための既存鉄骨造建築物の耐震診断および耐震改修指針の改訂委員会では委員長を務める。
受賞歴は日本建築学会賞論文賞・大賞（2011年、鋼構造に関する塑性設計・耐震設計・限界状態設計の発展と実践に対する功績）、国土交通大臣賞耐震改修貢献者賞など。